# NGC 5619
NGC 5619 é uma galáxia espiral (Sb) localizada na direcção da constelação de Virgo. Possui uma declinação de +04° 48' 11" e uma ascensão recta de 14 horas, 27 minutos e 18,2 segundos.
A galáxia NGC 5619 foi descoberta em 10 de Abril de 1828 por John Herschel.